# ¡Hola Raffaella!
¡Hola Raffaella! va ser un programa de televisió emès en prime time per la cadena espanyola TVE, entre 1992 i 1994 presentat per Raffaella Carrà.

## Format
Plantejat sota el format de programa de varietats, l'espai - emès en directe - comptava amb entrevistes a personatges de rellevància, actuacions en plató i concursos.
Es va fer especialment popular el joc Si fuera, un mini-concurs en el qual sis famosos competeixen per a esbrinar la identitat oculta d'un personatge rellevant. El joc era en realitat una excuses perquè els convidats xerressin de manera amigable amb l'amfitriona de l'espai. La realització fou de Sergio Japino i la direcció musical de Danilo Vaona.

## Col·laboradors
Al costat de Raffaella Carrà - que va recobrar gràcies al programa l'enorme popularitat que havia gaudit en la dècada de 1970 - el programa va comptar amb la col·laboració dels actors Loles León i Luis Lorenzo Crespo, així com un equip d'humoristes integrat per Las Virtudes, Cruz y Raya, Marianico el corto, Pedro Reyes i Moncho Borrajo. Especial popularitat va aconseguir l'hipnotitzador Tony Kamo que hipnotitzava a personatges anònims i també a algun dels convidats famosos al programa, provocant situacions divertides.

## Artistes convidats
Entre altres van passar pel plató d' ¡Hola Raffaella!:
- Cantants:

The Pretenders,
Olvido Gara,
Azúcar Moreno,
Celia Cruz,
Coque Malla,
José Luis Rodríguez "El Puma",
Eros Ramazzotti,
Eva Santamaría,
Javier Gurruchaga,
José Manuel Soto,
LaToya Jackson,
Lola Flores,
Lolita Flores, Marujita Díaz, 
MC Hammer,
Marta Sánchez,
Miguel Bosé,
Mikel Erentxun,
Nina Agustí,
Paco Clavel,
Ramoncín,
Raphael,
Sabrina Salerno,
Samantha Fox,
Sergio Dalma.
- Directores de cinema:

Fernando Colomo,
Pedro Almodóvar.
- Actors:

Anabel Alonso,
Andrés Pajares,
Ángeles Martín,
Antonio Resines,
Beatriz Carvajal,
Bibi Andersen,
Catherine Fulop,
Concha Velasco,
Cristina Marcos,
Elena Martín,
Elisa Matilla,
Esperanza Roy,
Fabio Testi,
Fernando Carrillo,
Fernando Guillén,
Fernando Guillén Cuervo,
Gemma Cuervo,
Gina Lollobrigida,
Imanol Arias,
Jenny Llada,
Jorge Sanz,
Juan Luis Galiardo,
Lupita Ferrer,
Manuel Bandera,
María Luisa Merlo,
María Luisa Ponte, 
Maribel Verdú, Marisa Paredes, 
Mary Santpere
Mel Gibson,
Miguel Ortiz Llonis,
Ornella Muti,
Paco Valladares,
Paloma Hurtado,
Penélope Cruz,
Raúl Sender,
Richard Gere,
Rosa Maria Sardà,
Rossy de Palma,
Sancho Gracia,
Sara Montiel,
Silvia Marsó,
Soledad Mallol,
Ursula Andress,
Valentín Paredes,
Verónica Forqué,
Victoria Vera,
Violeta Cela,
Virginia Mataix.
- Periodistes:

Alfonso Ussía,
Carlos Tena,
Carmen Rigalt,
Karmele Marchante,
Moncho Alpuente,
Raúl del Pozo,
Rosa Villacastín.
- Esportistes:

Coral Bistuer
- Presentadors de televisió:

Ana Obregón,
Belinda Washington,
Bertín Osborne,
Carmen Sevilla,
Constantino Romero,
Consuelo Berlanga,
Elisenda Roca,
Emilio Aragón,
Francisco Lobatón,
Isabel Gemio,
Javier Capitán,
Javier Sardà,
Jordi Estadella,
José María Íñigo,
María San Juan,
María Teresa Campos,
Marisol Galdón,
Miguel de la Quadra-Salcedo,
Miriam Díaz Aroca,
Norma Duval,
Pablo Carbonell,
Pedro Ruiz Céspedes,
Ramón García,
Ramón Sánchez Ocaña,
Ricardo Fernández Deu,
Teresa Viejo,
Torrebruno.
- Escriptors:

Francisco Umbral, Antoni de Senillosa
- Polítics:

Santiago Carrillo, Abel Matutes
- Models:

Eva Pedraza,
Jacqueline de la Vega,
Maribel Sanz,
Gloria Scotti,
Paloma Lago,
Remedios Cervantes,
Sofía Mazagatos.
- Humoristes:

Arévalo,
Los Morancos,
Manolo de Vega,
Manolo Royo,
Mary Santpere.
- Dissenyadors:

Ágatha Ruiz de la Prada

## Premis
- TP d'Or 1992:[4]
- Millor Programa Magazine i de Varietats.
- Millor Presentadora (Nominada: Raffaella Carrà).
- TP d'Or 1993:[5]
- Millor Programa Magazine i de Varietats.
- Millor Presentadora: Raffaella Carrà.